# یروزال
یروزال (به لاتین: Jeruzal) یک روستا در لهستان است که در گمینا کوویسه واقع شده‌است. یروزال ۲۴۰ نفر جمعیت دارد.